# Banchus gudrunae
Banchus gudrunae là một loài tò vò trong họ Ichneumonidae.